# Maria Antonina Austriaczka
Maria Antonina (niem. Maria Antonia Josefa Johanna von Österreich; ur. 2 listopada 1755 w Wiedniu, zm. 16 października 1793 w Paryżu) – austriacka arcyksiężniczka, w latach 1774–1791 królowa Francji i Nawarry, w latach 1791–1792 królowa Francuzów.
Była piętnastym dzieckiem i zarazem jedenastą (ostatnią) córką cesarza Franciszka I Lotaryńskiego i królowej Marii Teresy Habsburg.
W 1770 poślubiła następcę tronu francuskiego Ludwika Augusta. W 1774 została królową Francji, kiedy jej mąż objął tron po śmierci swego dziadka Ludwika XV. W czasie rewolucji francuskiej została z mężem zmuszona do przeprowadzki z Wersalu do położonego w centrum Paryża pałacu Tuileries. Po nieudanej próbie ucieczki do Varennes-en-Argonne i obaleniu monarchii została osadzona w więzieniu Temple. Oskarżona o zdradę stanu, wyrokiem Trybunału Rewolucyjnego, została ścięta na gilotynie 16 października 1793.

## Delfina Francji

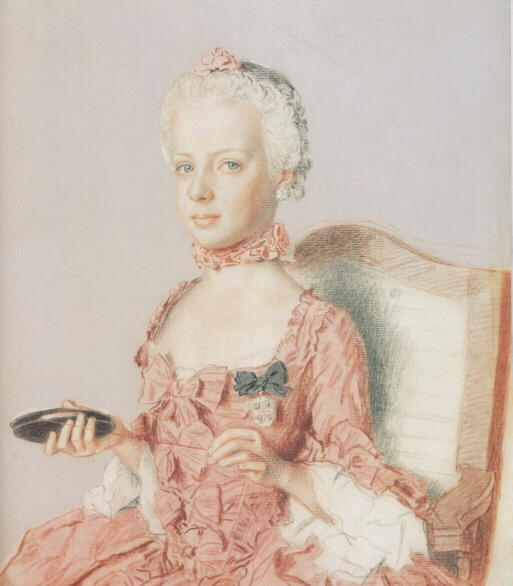
Maria Antonina w wieku 7 lat. Rys. Jean-Étienne Liotard (1762)

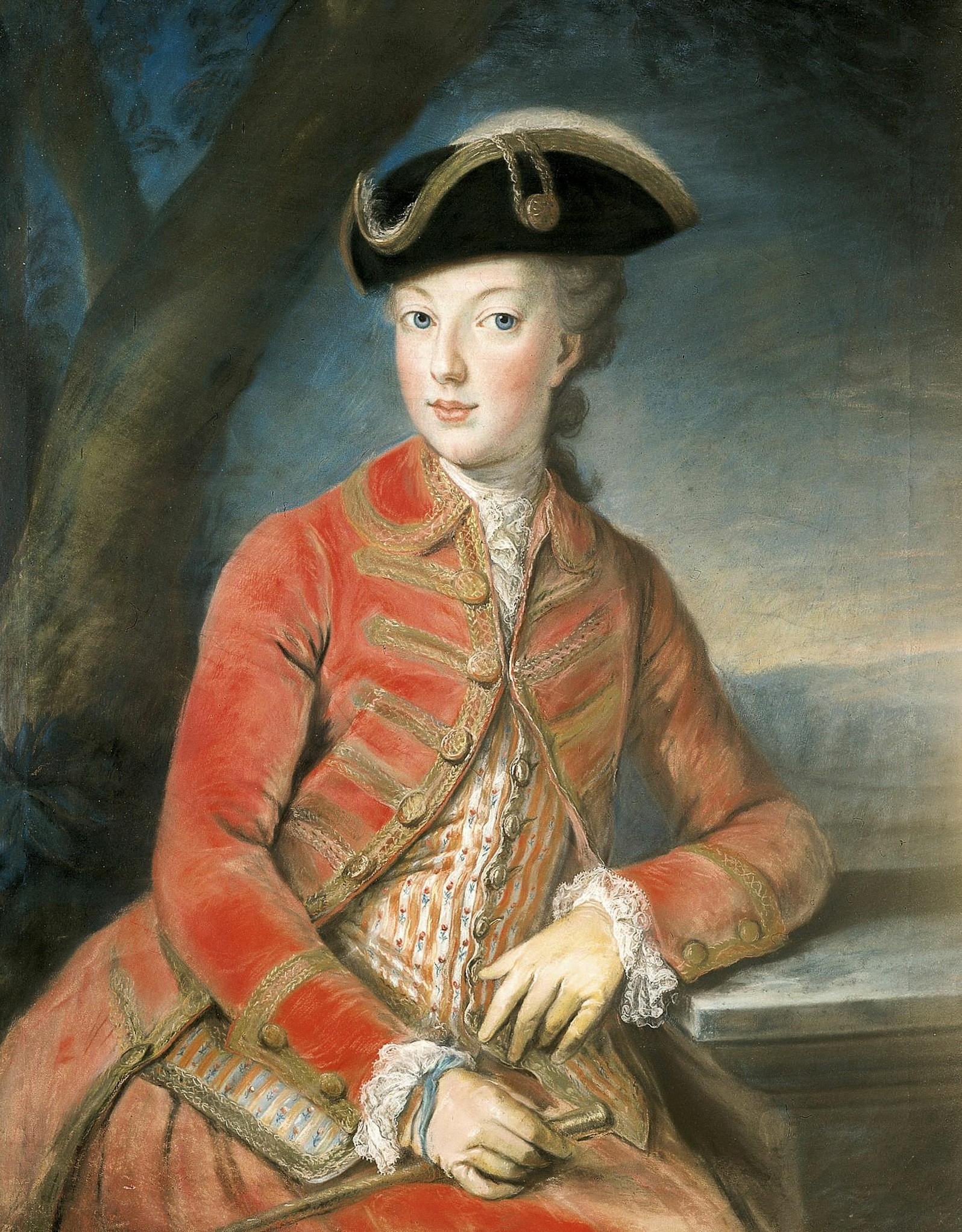
Portret przedstawiający młodą delfinę Marię Antoninę

Małżeństwo Marii Antoniny z dynastii Habsburgów i Ludwika Augusta z dynastii Burbonów miało być podstawą sojuszu między oboma rodami, które przez większość okresu nowożytnego toczyły ze sobą wojny. O rok starszy Ludwik August był wnukiem i następcą Ludwika XV, oboje jego rodzice Ludwik Ferdynand i Maria Józefa Wettyn już nie żyli.
Miała solidne braki w wykształceniu – w wieku 13 lat z trudem czytała i pisała, a także nie znała języka francuskiego. Od młodości cechowała ją za to nieskazitelna uroda i zadbana, kobieca figura. Gdy miała 14 lat, wyjechała do Francji, by poślubić Ludwika Augusta, przyzwoitego i sumiennego, lecz nieśmiałego, niezdarnego i niezbyt inteligentnego mężczyznę, który w dodatku nie interesował się polityką. W podróży do Francji przyszłej królowej towarzyszył ambasador Florimont-Claude de Mercy-Argenteau, który oprócz misji dyplomatycznej służył jej jako mentor i powiernik. Po ślubie uzyskała tytuł delfiny Francji. Życie dworu królewskiego toczyło się niemal wyłącznie w Wersalu.

## Królowa Francji

Maria Antonina (1769-70)

Po śmierci Ludwika XV (zmarł 10 maja 1774 roku) jego wnuk Ludwik August objął tron jako Ludwik XVI. Oboje rozpaczali nad wczesnym objęciem władzy, ponieważ czuli się za młodzi i za mało doświadczeni na rządzenie krajem. Maria Antonina jednocześnie była zachwycona, bo wydawało jej się, że oto spełniło się przeznaczenie i napisała do matki, cesarzowej Marii Teresy: „Chociaż Bóg zrządził, że urodziłam się w randze, jaką teraz mam, nie mogę nie zdumiewać się wyborem Opatrzności, za której sprawą ja, najmłodsze z twoich dzieci, zostałam wybrana na królową najwspanialszego królestwa Europy”.
Miała opinię kobiety próżnej, ekstrawaganckiej i frywolnej. Oskarżano ją również o rozwiązłość seksualną. Pamflety przypisywały jej związki zarówno z wieloma mężczyznami, jak i kobietami. Plotki tego typu dotyczyły jej pierwszej przyjaciółki, księżniczki Lamballe, a także późniejszej – pani de Polignac. Z powodu spekulacji, gdy w 1778 roku, po ośmiu latach małżeństwa, królowa zaszła w pierwszą ciążę, sugerowano różnych ojców, w tym szwedzkiego hrabiego Axla Fersena, a także królewskiego brata Karola, hrabiego d’Artois, który prawdopodobnie miał coś wspólnego z rozpowszechnianiem tych nowinek. Co do drugiego dziecka, również posypały się teorie ojcostwa.

### Kryzys wizerunkowy i „afera naszyjnikowa“

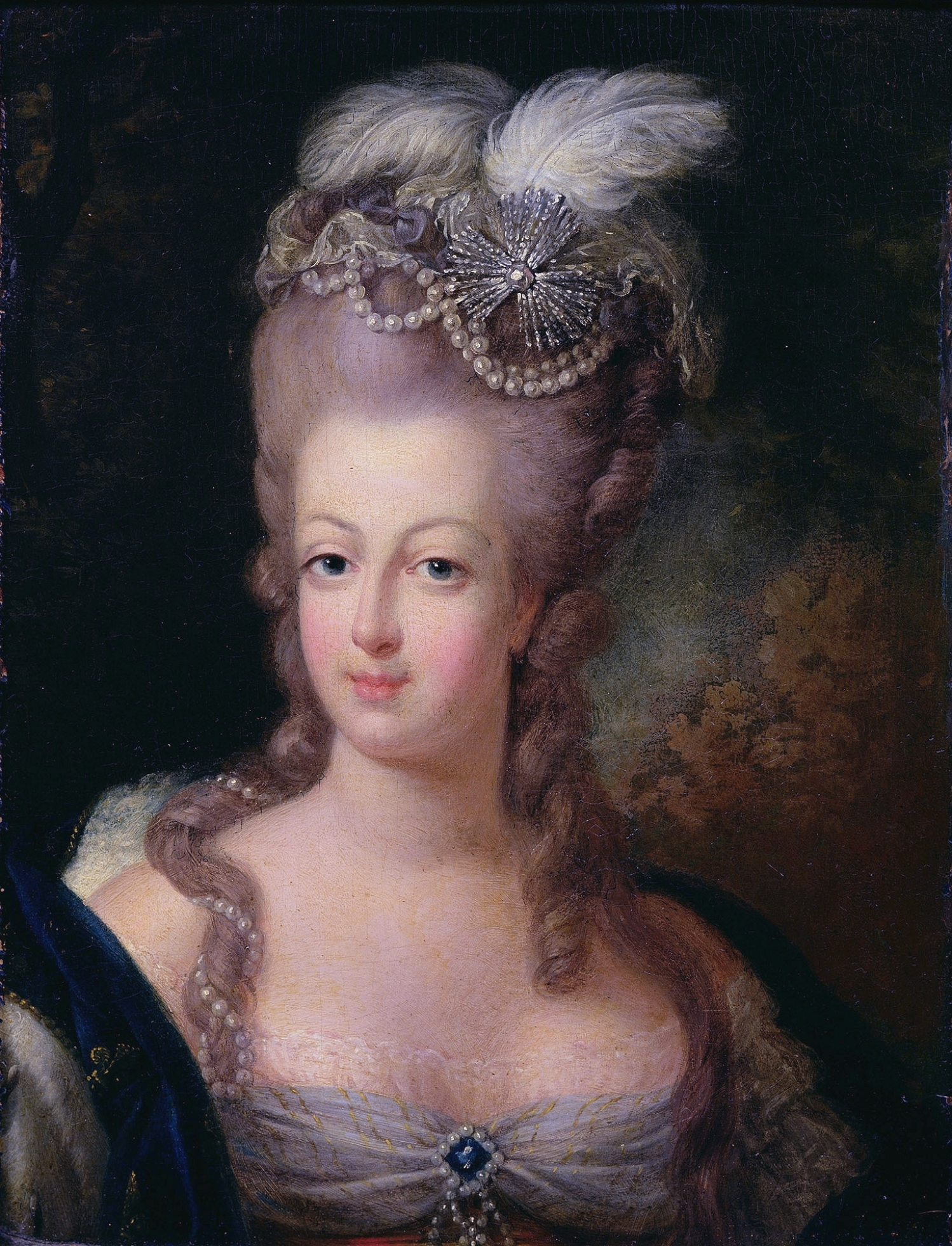
Maria Antonina (1775)

We Francji w latach 70. i 80. XVIII wieku wzmagała się nieustannie pauperyzacja ludności, głównie na skutek szybko rosnących obciążeń podatkowych. Podatków nie płacili jedynie magnaci, arystokracja i purpuraci kościelni. Rósł też deficyt skarbu królewskiego, bo tylko wydatki dworu monarchy pochłaniały 15% budżetu państwa (chociaż było to mniej niż w 1751, gdy wskaźnik ten oscylował w granicach 18%).
Dla uspokojenia narastającej determinacji i gniewu ludu konieczne było znalezienie winnego za ten stan rzeczy. O ile dobrotliwy i ugodowy król, próbujący zaprowadzić jakieś reformy, nie nadawał się na kozła ofiarnego, o tyle królowa, cudzoziemka, otoczona przepychem, błyszcząca urodą i bogactwem – jak najbardziej, dlatego to ją oskarżano w licznych pamfletach o rozwiązłość, wiarołomstwo, spiski i trwonienie majątku państwowego. Oliwy do ognia oskarżeń dolała tzw. afera naszyjnikowa, która dotyczyła wielkiego oszustwa finansowego, rozegranego w latach 1784–1785 w imieniu królowej, choć bez jej udziału i wiedzy, w gronie kardynała Rohana, zabiegającego o jej względy, jednej hrabiny (z małżonkiem) z dworu królowej i dwóch bankierów-jubilerów, mających na zbyciu najdroższy naszyjnik wszech czasów, zwany „klejnotem dla królów”.

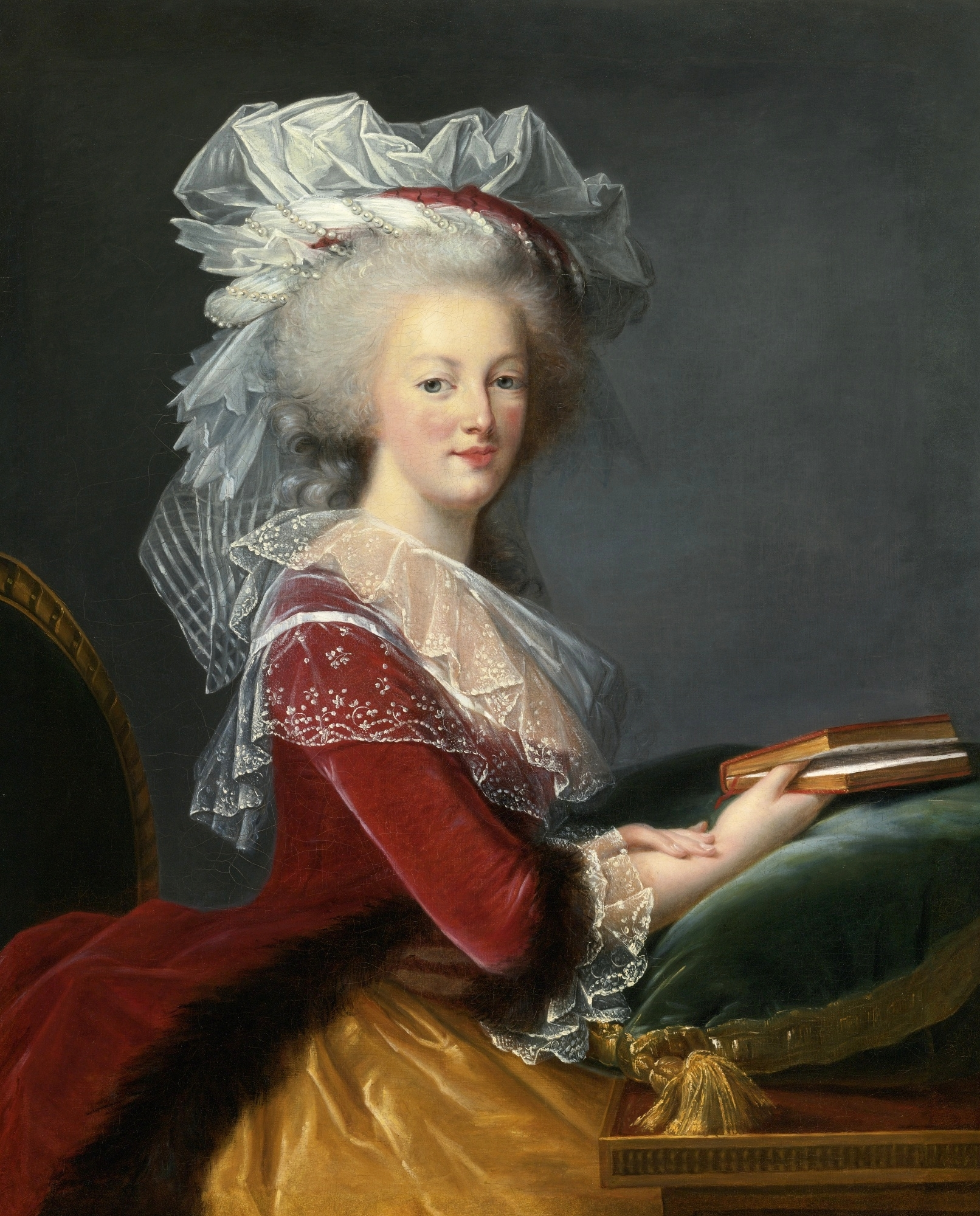
Maria Antonina (1787/88)

Królowa była dobrą, kochającą matką, ale nie wiedziała nic o rządzeniu, podobnie jak jej mąż. Okrzyknięta przez gawiedź paryską jako Madame Deficit, stała się winną całego ówczesnego krachu finansowego Francji, o co później, obok zdrady narodowej, oskarżył ją Trybunał Rewolucyjny, skazując w 1793 na szafot. Przydomek Madame Deficit zyskała sobie dzięki ciągłemu trwonieniu pieniędzy. Została nałogową hazardzistką. Tymczasem warunki życia zwykłych poddanych we Francji pogarszały się z każdym dniem. Panował głód i kraj przeżywał ostry kryzys finansowy, ale Maria Antonina i jej mąż, zamknięci w wystawnym Wersalu, ignorowali problemy ludu.
Niezadowolenie społeczne rosło, ale mimo to arystokracja dworska nie chciała zmian, ponieważ uwielbiała ekstrawaganckie życie, pełną przepychu modę i niekończące się przyjęcia. Maria Antonina nie przestawała szastać pieniędzmi, lubiła kupować wyroby utalentowanych rzemieślników francuskich, nie mówiąc o modnych strojach i wytworach modystek. W rzeczywistości była i tak o wiele mniej rozrzutna od swojej następczyni (od 1804), cesarzowej Józefiny, która miała 500 strojów, 700 par butów i zaciągała milionowe długi. 
Rozrzutna moda i nieumiarkowane wydatki osiągnęły katastrofalne rozmiary, a w 1789 gniew ludu francuskiego doprowadził do wybuchu rewolucji.

## Wybuch rewolucji

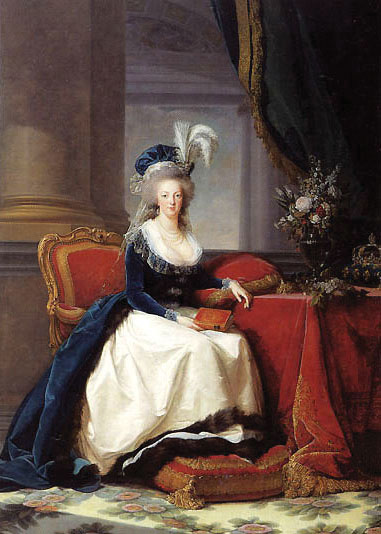
Maria Antonina (1788)

Po wybuchu rewolucji francuskiej w 1789 Maria Antonina bezskutecznie starała się o pomoc w rodzinnej Austrii. W 1792 została przeniesiona z mężem i całym dworem do paryskiego pałacu Tuileries, jednak sytuacja rodziny królewskiej nadal była niepewna. Francja aż huczała od pomysłów, co zrobić z królową – chciano ją zamknąć w twierdzy i skazać za cudzołóstwo, a króla ożenić z córką jego kuzyna – Filipa Égalité, księcia Orleanu.
W takich warunkach zdecydowała się uciekać na tereny przygraniczne Francji, w nocy z 20 na 21 czerwca 1791. W przygotowaniach pomagał szwedzki hrabia Axel Fersen, który był jednocześnie jej kochankiem. Jednak w wyniku złej organizacji złapano ich w Varennes i odesłano z powrotem do Paryża, tym razem już oficjalnie jako więźniów. Po nieudanej próbie ucieczki ze stolicy królowa została osadzona z mężem i dziećmi w wieży Temple.
W 1791 w państwie porozwieszane były plakaty Antoniny, na których była ukazana jako kaczka obwieszona naszyjnikami, a pod spodem widniał napis: Bez trudu połykam klejnoty, ale konstytucji nie przełknę. W rzeczywistości, nie chciała kupować wielu klejnotów (Francji bardziej potrzebne są okręty niż brylanty – powiedziała), nie przyjęła ich też od hrabiny du Barry.
Po ścięciu Ludwika XVI (21 stycznia 1793) została 1 sierpnia przewieziona do więzienia zwanego Conciergerie i oskarżona o spisek przeciwko Francji. W więzieniu przyjęto byłą królową z szacunkiem. Cela była prymitywna – stało w niej tylko łóżko i malutki parawan do załatwiania potrzeb osobistych. Choć początkowo królowa uchodziła za atrakcję, z czasem ludzie zaczęli jej współczuć. Prywatne osoby szykowały plany uwolnienia królowej, jednak były one z góry skazane na przegraną, ponieważ Austriaczka nie chciała zostawić dzieci we Francji. Marię Antoninę poddano potajemnie wstępnemu przesłuchaniu 12 października. Kiedy przyprowadzono królową do sądu, oczom widzów ukazała się blada, siwowłosa i wychudzona, ale przy tym dumna kobieta. Nieustanne krwotoki, trzymanie w zamknięciu przez dziewięć tygodni oraz przypuszczalnie rak macicy spowodowały znaczne pogorszenie się jej stanu zdrowia.

## Proces

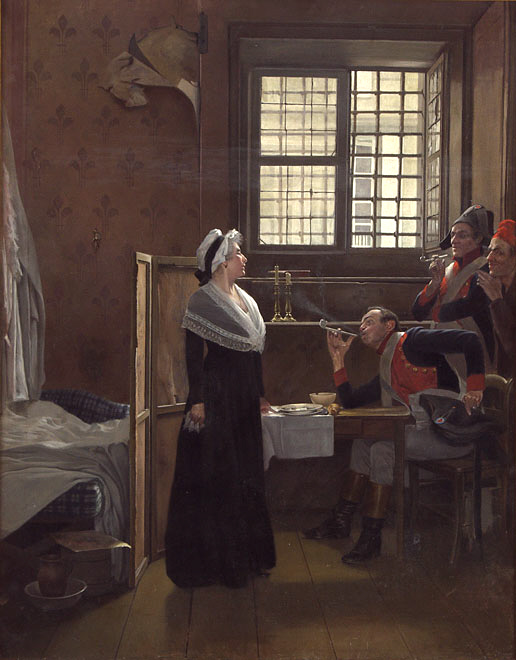
Maria Antonina przed żołnierzami rewolucji

Podczas procesu wyciągnięto stare oskarżenia. Przesłuchiwano kilkudziesięciu świadków, którzy nie wznosili się nad poziom plotek. Z każdego zarzutu Maria Antonina wychodziła obronną ręką, zachowując spokój. Wtedy wystosowano kolejne oskarżenie o molestowanie seksualne Ludwika Karola przez matkę. Mało tego, to sam delfin, namówiony przez opiekunów, opowiadał o tych lubieżnych czynach. To był cios dla wdowy Capet, która straciła opanowanie. „Sama natura odmawia odpowiedzi na takie oskarżenie wysunięte przeciwko matce” – mówiła w sądzie poruszona. Niektóre ze współczujących przekupek krzyczały, że należy zaprzestać procesu.
Przed śmiercią nie oszczędzono królowej chwil upokorzenia. Kiedy chciała się przebrać w niewielkim zagłębieniu celi, jeden z żandarmów podszedł i zaczął się jej przyglądać. Zakryła chustą ramiona i błagała go, aby dał jej zmienić koszulę na osobności, ale ten odmówił.

## Śmierć

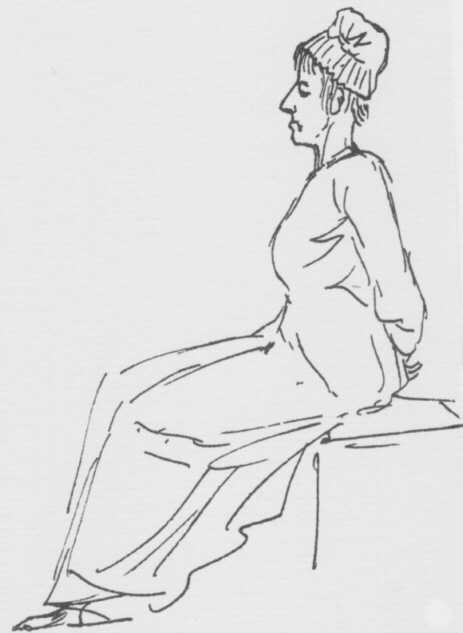
Maria Antonina w drodze na szafot, rysunek Jacques-Louis Davida z 16.10.1793

16 października 1793 tuż po godz. 11:00 z celi więziennej wyprowadzono wychudłą i zaniedbaną Marię Antoninę w białej sukni. Cierpiała od dłuższego czasu na silne krwotoki maciczne i prawdopodobnie na gruźlicę płuc. Była więźniarką numer 280, znaną pod imieniem Wdowa po Capecie, nadanym jej przez rewolucjonistów. Została załadowana na wóz używany do transportu zwykłych przestępców, związano jej ręce i przewieziono na szafot przez ulice wypełnione szydzącym tłumem.
Maria Antonina z godnością i spokojem szła na śmierć. Mimo związanych rąk, lekko wbiegła na schody szafotu. Swoje ostatnie słowa skierowała do kata, któremu przypadkiem nadepnęła na nogę: Przepraszam, monsieur, zrobiłam to niechcący. Jej głowa została odcięta gilotyną o godz. 12:15.
18 stycznia 1815, po restauracji Burbonów, jej szczątki ekshumowano z masowego grobu na terenie cmentarza św. Magdaleny. Układ kostny nie zachował się w całości, ale odcięta na gilotynie głowa zmumifikowała się i zidentyfikowano ją po typowej dla rodziny wardze habsburskiej. Dzień później wykopano kości Ludwika XVI. Szczątki pary królewskiej przeniesiono do królewskiej krypty w bazylice Saint-Denis.

## Potomstwo

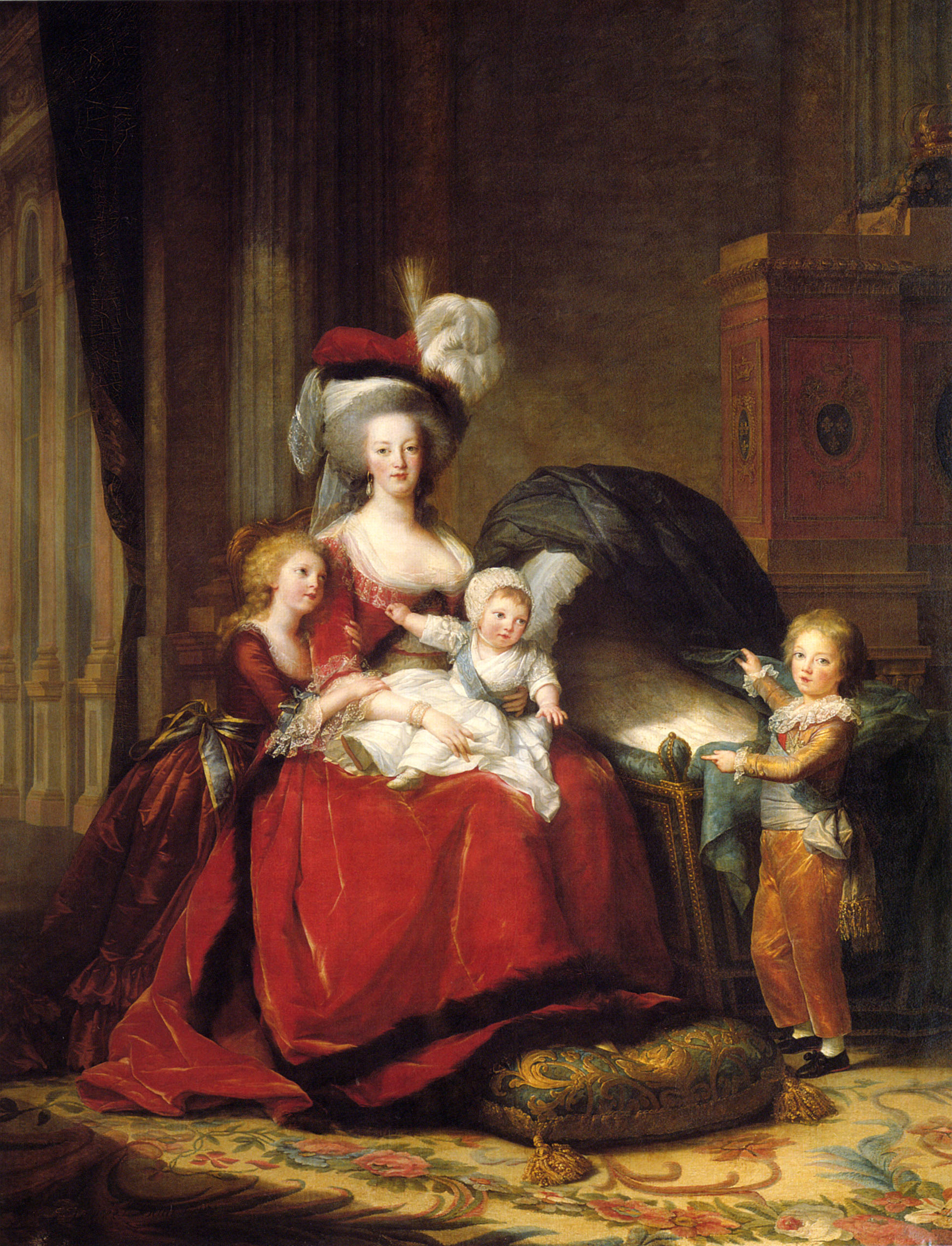
Maria Antonina ze swoimi dziećmi: na kolanach trzyma Ludwika Karola, Maria Teresa Charlotta przytula się do matki, Ludwik Józef wskazuje pustą kołyskę (pierwotnie w kołysce znajdowała się Zofia Helena Beatrycze, ale dziewczynka zmarła zanim obraz ukończono)

Jej mąż był impotentem, dlatego też przez siedem lat po ślubie nie skonsumowali małżeństwa. Po tym, jak król – za namową szwagra – przeszedł operację likwidującą impotencję, doczekali się licznego potomstwa. 19 grudnia 1778 urodziła im się córka Maria Teresa Charlotta Burbon, która w późniejszych latach poślubiła swojego kuzyna Ludwika Antoniego, starszego syna brata Ludwika XVI Karola, hrabiego Artois.
Podczas porodu ponad 150 osób stłoczyło się w sypialni królowej u jej łoża zabezpieczonego przed naporem tłumu tylko złotą balustradą, aby oglądać, jak rodzi się jej pierwsze dziecko. Zwyczaj ten wkrótce został zniesiony, dlatego też narodziny drugiego dziecka były więc znacznie spokojniejsze i tylko garstka osób była świadkiem narodzin drugiego dziecka Marii Antoniny i Ludwika XVI – syna Ludwika Józefa, który urodził się 12 października 1781. Chłopiec z powodu gruźlicy kości zmarł w wieku ośmiu lat, 4 czerwca 1789.
Trzecim dzieckiem był Ludwik Karol, książę Normandii. Gdy na gilotynie ścięto jego ojca, stał się on w oczach legitymistów nowym królem, Ludwikiem XVII. Zmarł w wieku 10 lat w więzieniu Temple, bezpośrednią przyczyną śmierci była gruźlica. Jako ostatnia urodziła się Zofia Helena Beatrycze, 9 lipca 1786. Bolesne wyrzynanie się ząbków, czego następstwem była wysoka gorączka oraz drgawki, spowodowało śmierć dziewczynki w wieku niespełna roku, 19 czerwca 1787.
Maria Antonina spodziewała się również piątego dziecka, lecz poroniła.

## W kulturze

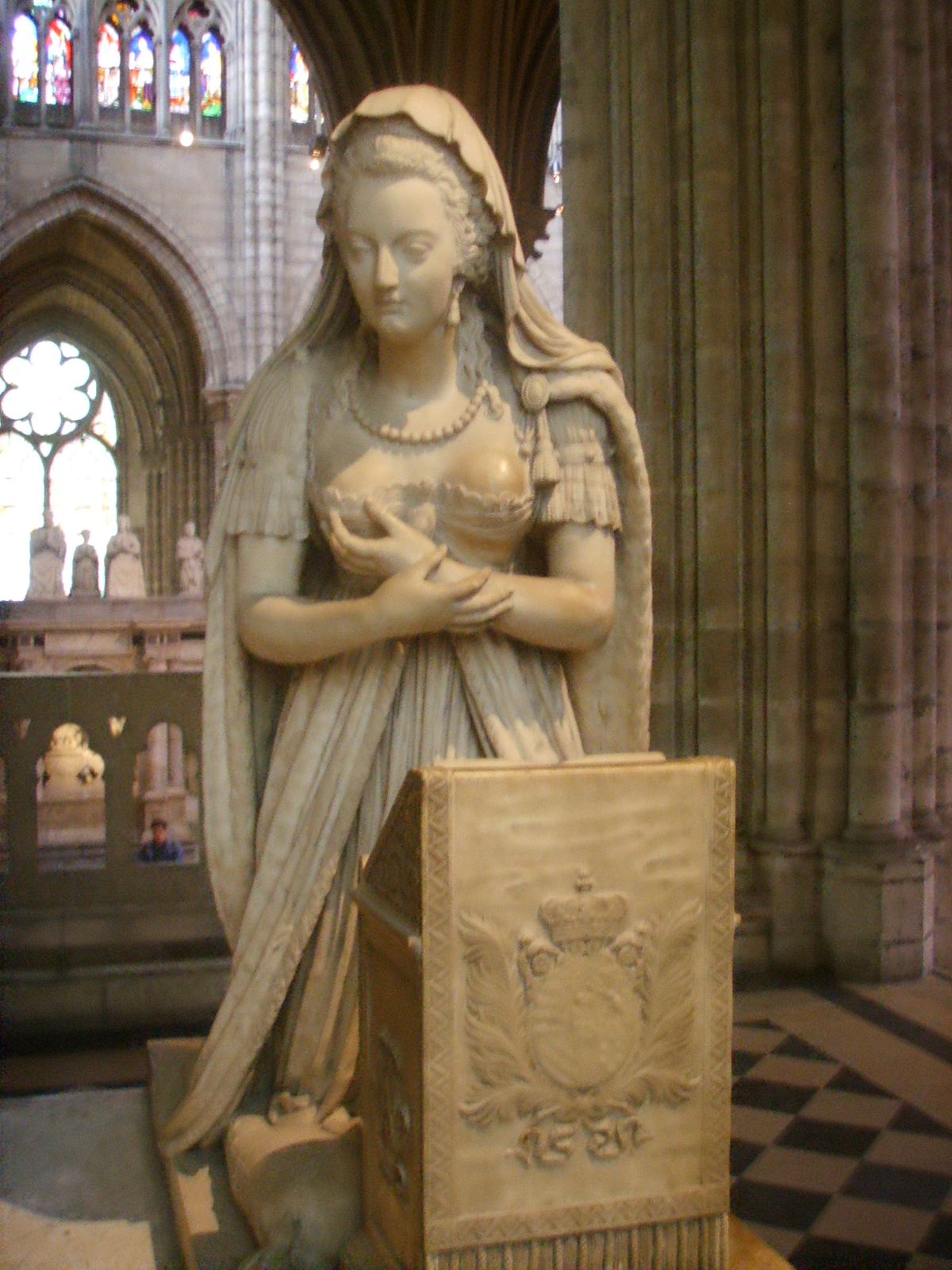
Posąg Marii Antoniny w bazylice Saint-Denis

- Marię Antoninę Austriaczkę portretowała Sarah Bernhardt w sztuce Varennes w 1904[12].
- Życie Marii Antoniny stało się podstawą dla trylogii powieści historycznych Juliet Gray Maria Antonina.
- Dzieje Marii Antoniny posłużyły japońskiej rysowniczce Riyoko Ikedzie do stworzenia mangi Róża Wersalu.
- Na podstawie XVIII-wiecznej receptury odtworzono skład perfum królowej. Zawierały one mieszankę zapachów różnych kwiatów, m.in. róż, irysów, kwiatu pomarańczy i jaśminu, połączoną z piżmem i drzewem sandałowym[13]
- Stefan Zweig – Maria Antonina powieść  biograficzna
- W 2006 powstał dramat historyczny Maria Antonina. W roli tytułowej wystąpiła Kirsten Dunst[14]
- W 2022 na kanwie jej biografii powstał serial w reżyserii Geoffreya Enthovena[15]

## Słynni kompozytorzy na dworze Marii Antoniny
- André Ernest Modeste Grétry – kompozytor operowy z południowych Niderlandów (obecnie Belgia). Dzięki protekcji Marii Antoniny wystawił swe opery w Paryżu i Wersalu.
- Christoph Willibald Gluck – kompozytor niemiecki, uczył Marię Antoninę muzyki na dworze w Wiedniu.

## Genealogia
| Leopold Józef Lotaryński 1) ur. 11 IX 1679 zm. 27 III 1729 | Leopold Józef Lotaryński 1) ur. 11 IX 1679 zm. 27 III 1729 |                                                         |                                                         | Elżbieta Charlotta Burbon 2) ur. 13 IX 1676 zm. 23 XII 1744 | Elżbieta Charlotta Burbon 2) ur. 13 IX 1676 zm. 23 XII 1744 |  |  | Karol VI Habsburg ur. 1 X 1685 zm. 20 X 1740 | Karol VI Habsburg ur. 1 X 1685 zm. 20 X 1740 |                                                    |                                                    | Elżbieta Krystyna Welf ur. 28 VIII 1691 zm. 21 XII 1750 | Elżbieta Krystyna Welf ur. 28 VIII 1691 zm. 21 XII 1750 |
|                                                            |                                                            |                                                         |                                                         |                                                             |                                                             |  |  |                                              |                                              |                                                    |                                                    |                                                         |                                                         |
|                                                            |                                                            |                                                         |                                                         |                                                             |                                                             |  |  |                                              |                                              |                                                    |                                                    |                                                         |                                                         |
|                                                            |                                                            | Franciszek I Lotaryński ur. 8 XII 1708 zm. 18 VIII 1765 | Franciszek I Lotaryński ur. 8 XII 1708 zm. 18 VIII 1765 |                                                             |                                                             |  |  |                                              |                                              | Maria Teresa Habsburg ur. 13 V 1717 zm. 29 XI 1780 | Maria Teresa Habsburg ur. 13 V 1717 zm. 29 XI 1780 |                                                         |                                                         |
|                                                            |                                                            |                                                         |                                                         |                                                             |                                                             |  |  |                                              |                                              |                                                    |                                                    |                                                         |                                                         |
|                                                            |                                                            |                                                         |                                                         |                                                             |                                                             |  |  |                                              |                                              |                                                    |                                                    |                                                         |                                                         |
|                                                            |                                                            |                                                         |                                                         |                                                             |                                                             |  |  |                                              |                                              |                                                    |                                                    |                                                         |                                                         |

|                                                      |                                                      | Ludwik XVI Burbon ur. 23 VIII 1754 zm. 21 I 1793 OO 16 V 1770 | Ludwik XVI Burbon ur. 23 VIII 1754 zm. 21 I 1793 OO 16 V 1770 | Maria Antonina Habsburg ur. 2 XI 1755 zm. 16 X 1793 | Maria Antonina Habsburg ur. 2 XI 1755 zm. 16 X 1793 |                                                   |                                                   |  |  |
|                                                      |                                                      |                                                               |                                                               |                                                     |                                                     |                                                   |                                                   |  |  |
|                                                      |                                                      |                                                               |                                                               |                                                     |                                                     |                                                   |                                                   |  |  |
|                                                      |                                                      |                                                               |                                                               |                                                     |                                                     |                                                   |                                                   |  |  |
| Maria Teresa Burbon 3) ur. 19 XII 1778 zm. 19 X 1851 | Maria Teresa Burbon 3) ur. 19 XII 1778 zm. 19 X 1851 | Ludwik Józef Burbon ur. 22 X 1781 zm. 4 VI 1789               | Ludwik Józef Burbon ur. 22 X 1781 zm. 4 VI 1789               | Ludwik XVII Burbon ur. 27 III 1785 zm. 8 VI 1795    | Ludwik XVII Burbon ur. 27 III 1785 zm. 8 VI 1795    | Zofia Helena Burbon ur. 9 VII 1786 zm. 19 VI 1787 | Zofia Helena Burbon ur. 9 VII 1786 zm. 19 VI 1787 |  |  |

1. syn Eleonory Habsburżanki
2. córka Filipa I Orleańskiego (młodszego syna Ludwika XIII Burbona i Anny Austriaczki)
3. żona Ludwika (XIX) Burbona (syna Karola X Burbona i Marii Teresy Sabaudzkiej, córki Wiktora Amadeusza III Sabaudzkiego)